# Kolonia od Babiaka
Kolonia od Babiaka – część wsi Brdów, położonej w Polsce, w województwie wielkopolskim, w powiecie kolskim.
W latach 1975–1998 Kolonia od Babiaka należała administracyjnie do województwa konińskiego.
W 2022 roku Kolonia od Babiaka została zintegrowana z miejscowością podstawową Brdów poprzez nadanie nazw ulicom: Królewska, Jeziorna, Zaciszna.